# Van Hulssen Nunatak
Van Hulssen Nunatak är en nunatak i Antarktis. Den ligger i Östantarktis. Australien gör anspråk på området. Toppen på Van Hulssen Nunatak är 1 251 meter över havet.
Terrängen runt Van Hulssen Nunatak är huvudsakligen lite kuperad. Trakten är obefolkad. Det finns inga samhällen i närheten. 